# Marina Bay Financial Centre
Pour les articles homonymes, voir Marina Bay.

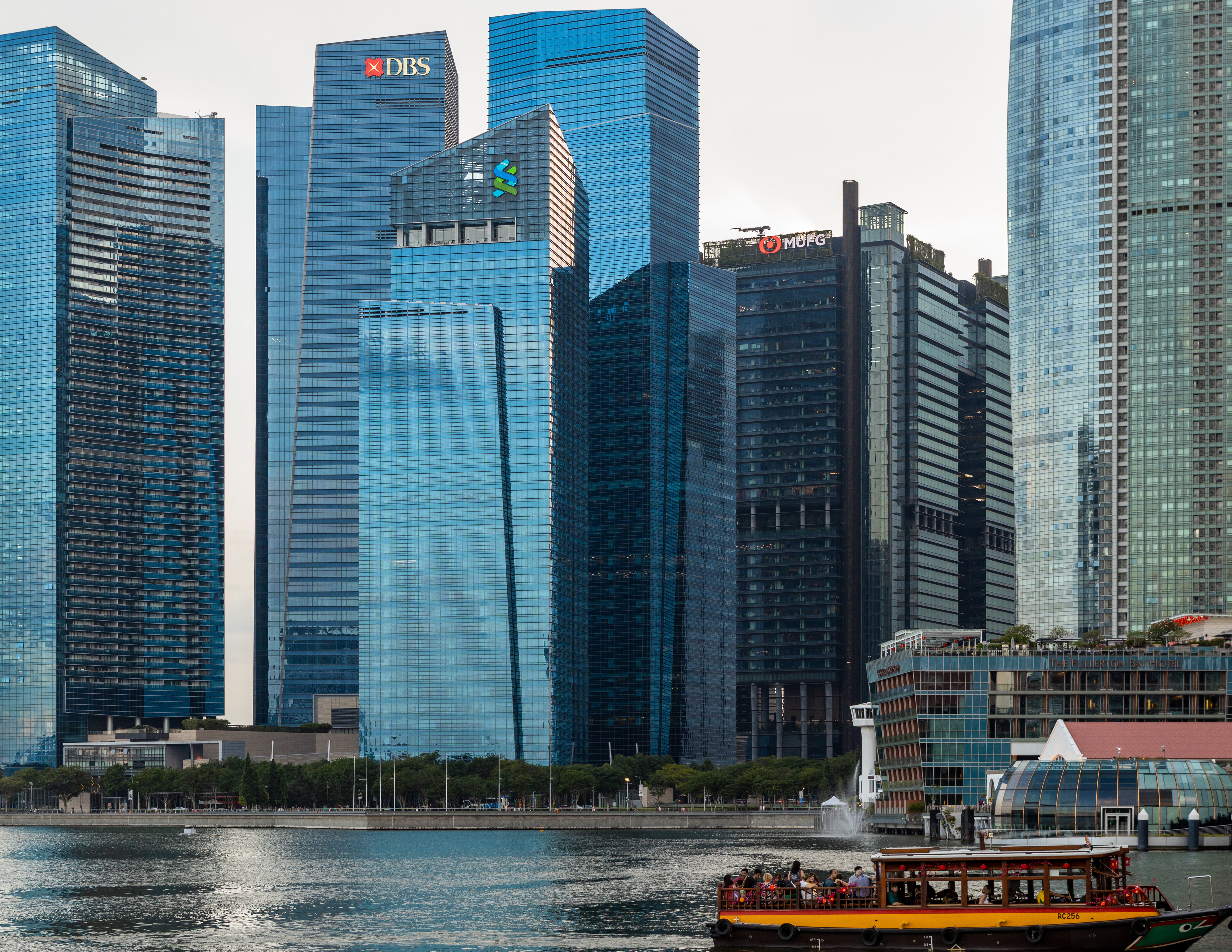
Vue du centre financier.

Marina Bay Financial Centre (MBFC, chinois 滨海湾金融中心) est un ensemble de gratte-ciel situé à Singapour, dans le quartier de Marina Bay (entre Marina Boulevard et Central Boulevard. D'une surface de 3,55 hectares, il comporte trois tours de bureaux, deux tours de logements et un centre commercial, Marina Bay Link Mall. 
Il est l'œuvre du cabinet d'architecture américain Kohn Pedersen Fox. Sa construction a eu lieu en deux phases, la première terminée au troisième trimestre 2010 et la dernière en 2012, à l'exception de Marina Bay Suites, qui ne sera terminé qu'en 2013.
Lors de la première phase ont été construits les tours de bureaux no 1 (33 étages) et 2 (50 étages), la tour Marina Bay Residences (428 logements) et 8 790 m2 du centre commercial. La seconde phase a vu l'achèvement de la tour de bureau no 3 (46 étages) et de 7 850 m2 du centre commercial. Marina Bay Suites (221 logements) est terminé en 2013.

## Transports
Marina Bay Financial Centre est desservi par 3 stations du métro de Singapour (MRT) :
- Raffles Place, sur la ligne Nord-Sud et la ligne Est-Ouest
- Marina Bay, sur la ligne Nord-Sud et la ligne circulaire
- Downtown, sur la future ligne centrale (ouverture en 2013)